# Nausicaä de la Vall del Vent (manga)
Nausicaä de la Vall del Vent (japonès: 風の谷のナウシカ, romanització: Kaze no Tani no Naushika) és un manga japonès escrit i il·lustrat per Hayao Miyazaki. Explica la història de la Nausicaä, una princesa d'un petit regne en una Terra postapocalíptica amb un ecosistema tòxic, que es veu involucrada en una guerra entre regnes mentre un desastre ambiental amenaça la humanitat.
Abans de crear Nausicaä, Miyazaki havia treballat com a animador per a Toei Animation, Nippon Animation i Tokyo Movie Shinsha (TMS), aquest últim per a qui havia dirigit el seu debut com a director, El castell de Cagliostro (1979). Després de treballar en una adaptació cinematogràfica avortada del còmic Rowlf de Richard Corben per a TMS, va acceptar crear una sèrie de manga per a la revista mensual Animage de Tokuma Shoten, inicialment amb la condició que no fos adaptada a una pel·lícula. El desenvolupament de Nausicaä va ser influenciat pel conte japonès del període Heian La dama que estimava els insectes, un personatge amb nom semblant del poema èpic d'Homer l'Odissea i la contaminació per mercuri de la badia de Minamata. L'ambientació i l'estil visual del manga van ser influenciats per Mœbius. Va ser serialitzat de manera intermitent a Animage des del febrer de 1982 fins al març de 1994 i els capítols individuals van ser recollits i publicats per Tokuma Shoten en set volums tankōbon.
Des de la seva serialització inicial, Nausicaä s'ha convertit en un èxit comercial, especialment al Japó, on la sèrie té més de 17 milions de còpies en circulació. El manga i l'adaptació cinematogràfica de 1984, escrita i dirigida per Miyazaki i estrenada després de la serialització dels primers setze capítols del manga, van rebre l'aclamació universal de la crítica i els estudiosos pels seus personatges, temes i art. El manga i les versions cinematogràfiques de Nausicaä també es reconeixen com la fundació de Studio Ghibli, l'estudi d'animació per al qual Miyazaki va crear diverses de les seves obres més reconegudes.

## Història de la publicació
El manga va ser serialitzat a la revista mensual Animage entre 1982 i 1994. La sèrie va començar inicialment des del número de febrer de 1982 fins al número de novembre de 1982 quan es va produir la primera interrupció a causa del viatge relacionat amb el treball de Miyazaki a Europa. La serialització es va reprendre al número de desembre i la sèrie va tornar a funcionar fins al juny de 1983, quan va tornar a aturar-se a causa del treball de Miyazaki en l'adaptació cinematogràfica de la sèrie. La serialització es va reprendre per tercera vegada a partir del número d'agost de 1984, però es va aturar de nou al número de maig de 1985 quan Miyazaki va posar la sèrie en pausa per treballar a El castell al cel. La serialització es va reprendre per quarta vegada al número de desembre de 1986 i es va aturar de nou el juny de 1987 quan Miyazaki va posar la sèrie en pausa per treballar a les pel·lícules El meu veí Totoro i Kiki, l'aprenent de bruixa. La sèrie es va reprendre per cinquena vegada al número d'abril de 1990 i es va aturar al número de maig de 1991 quan Miyazaki va treballar a Porco Rosso. La sèrie es va reprendre per última vegada al número de març de 1993. El panell final és del 28 de gener de 1994. L'últim capítol es va publicar al número de març de 1994 d'Animage. Al final, Miyazaki havia creat 59 capítols, de longitud variable, per a la seva publicació a la revista. En una entrevista, realitzada poc després que s'hagués acabat la serialització del manga, va assenyalar que això suposa aproximadament 5 anys de material. Va afirmar que no tenia previst que el manga durés tant de temps i que va escriure la història basant-se en la idea que es podria aturar en qualsevol moment.
Els capítols van ser lleugerament modificats i recollits en set volums tankōbon, en tapa tova mida B5. La primera edició del volum u està datada el 25 de setembre de 1982. Conté els vuit primers capítols i es va tornar a publicar el 20 de juliol de 1983, amb una portada de disseny recent i l'addició d'una coberta antipols. El segon volum té la mateixa data de llançament el 20 de juliol de 1983. Conté els capítols del 9 al 14. Juntament amb els capítols 15 i 16, impresos als números d'Animage de maig i juny de 1983, aquests van ser els únics 16 capítols completats abans de l'estrena de la pel·lícula Nausicaä el març de 1984. El setè llibre finalment es va publicar el 15 de gener de 1995. La sèrie sencera també es va reimprimir en dos volums de luxe en tapa dura i en mida A4 etiquetats Jokan (上巻, primer volum) i Gekan (下巻, volum final) que es van publicar el 28 de novembre de 1996. Els set llibres, que es mantenen impresos individualment, també s'han publicat en caixes dues vegades, el 25 d'agost de 2002 i, amb una capsa redissenyada, el 31 d'octubre de 2003.
Planeta Cómic va començar a publicar el manga en català el 2 d'abril de 2025.

### Volums
| Núm. | Data de publicació original | ISBN original | Data de publicació en català | ISBN català       |
| ---- | --------------------------- | ------------- | ---------------------------- | ----------------- |
| 1    | 25 de setembre del 1982     | 4-19-773581-2 | 2 d'abril de 2025            | 978-9788411618342 |
| 2    | 20 de juliol de 1983        | 4-19-773582-0 | 9 de juliol de 2025          | 978-84-1161-955-4 |
| 3    | 15 de desembre de 1984      | 4-19-775514-7 |                              |                   |
| 4    | 31 de març de 1987          | 4-19-777551-2 |                              |                   |
| 5    | 29 de maig de 1991          | 4-19-771061-5 |                              |                   |
| 6    | 16 de novembre de 1993      | 4-19-773120-5 |                              |                   |
| 7    | 15 de desembre de 1994      | 4-19-770025-3 |                              |                   |

## Recepció
El 1994, Nausicaä de la Vall del Vent, va rebre el Gran Premi de l'Associació de Dibuixants del Japó (大賞, taishō), un premi anual atorgat per un panell de membres de l'associació, format per altres dibuixants.
El manga ha venut més de 10 milions de còpies només al Japó. Després de l'estrena de l'adaptació cinematogràfica el 1984, les vendes del manga van augmentar dràsticament, malgrat les diferències argumentals entre les dues obres. A la primavera de 1994, poc després d'haver conclòs la serialització, ja s'havien publicat un total combinat de 5,27 milions de volums. Aleshores, els volums 1 al 6 estaven impresos. El volum 7 no es va publicar fins al 15 de gener de 1995. El 2005, s'havien llançat més d'11 milions de còpies per als 7 volums combinats. El desembre de 2020, es va anunciar que la sèrie tenia més de 17 milions de còpies en circulació.
Nausicaä va ser inclòs per Stephen Betts al llibre de referència centrat en còmics 1001 Comics You Must Read Before You Die, que va dir de la sèrie:
| « | L'art amb tinta sèpia de Miyazaki és precís, delicat i detallat. Aconsegueix un dinamisme i un moviment increïbles a través de la pàgina. La rica varietat de personatges, els múltiples temes i la trama densament entrellaçada garanteixen que el missatge, tot i que val la pena, tingui matisos. Explorant el conflicte, la política i la religió, Miyazaki aconsegueix una gran i èpica escombrada que rarament es veu als còmics, i particularment en un còmic d'acció tan impressionant. No obstant això, també aconsegueix mantenir tota la història accessible i rellevant a través de les qualitats humanes de la seva heroïna atemporal. | » |

Setre, va escriure per a Japanator: "Nasuicaa és un manga increïble. I no importa el que pensis de Miyazaki, aquesta història mereix ser llegida. Té grans personatges (alguns dels quals podrien protagonitzar la seva pròpia sèrie), un gran sentit de l'aventura i l'escala, i una història impressionant".
A la seva revisió del manga del 14 de juliol de 2001 de l'edició Perfect Collection de quatre volums de Viz Media, Michael Wieczorek d'Ex.org va comparar la sèrie amb La princesa Mononoke afirmant: "Les dues històries tracten la lluita de l'home amb la natura i entre elles, així com els efectes que la guerra i la violència tenen sobre la societat". Wieczoek va fer una ressenya mixta sobre el detall de l'obra d'art en aquesta edició, de mida de 20,5 cm × 14,1 cm, afirmant: "És bo perquè els panells són bonics de veure. És dolent perquè la mida del manga fa que els panells interiors siguin molt petits i, de vegades, algunes obres d'art detallades poden causar confusió què li està passant a quina persona durant una escena d'acció." L'edició del manga The Perfect Collection està esgotada.